# Reinsberg (Alemanha)
Reinsberg é um município da Alemanha, situado no distrito de  Mittelsachsen, no estado da Saxônia. Tem 49,75 km² de área, e sua população em 2019 foi estimada em 2.834 habitantes.